# Andrzej Czaja

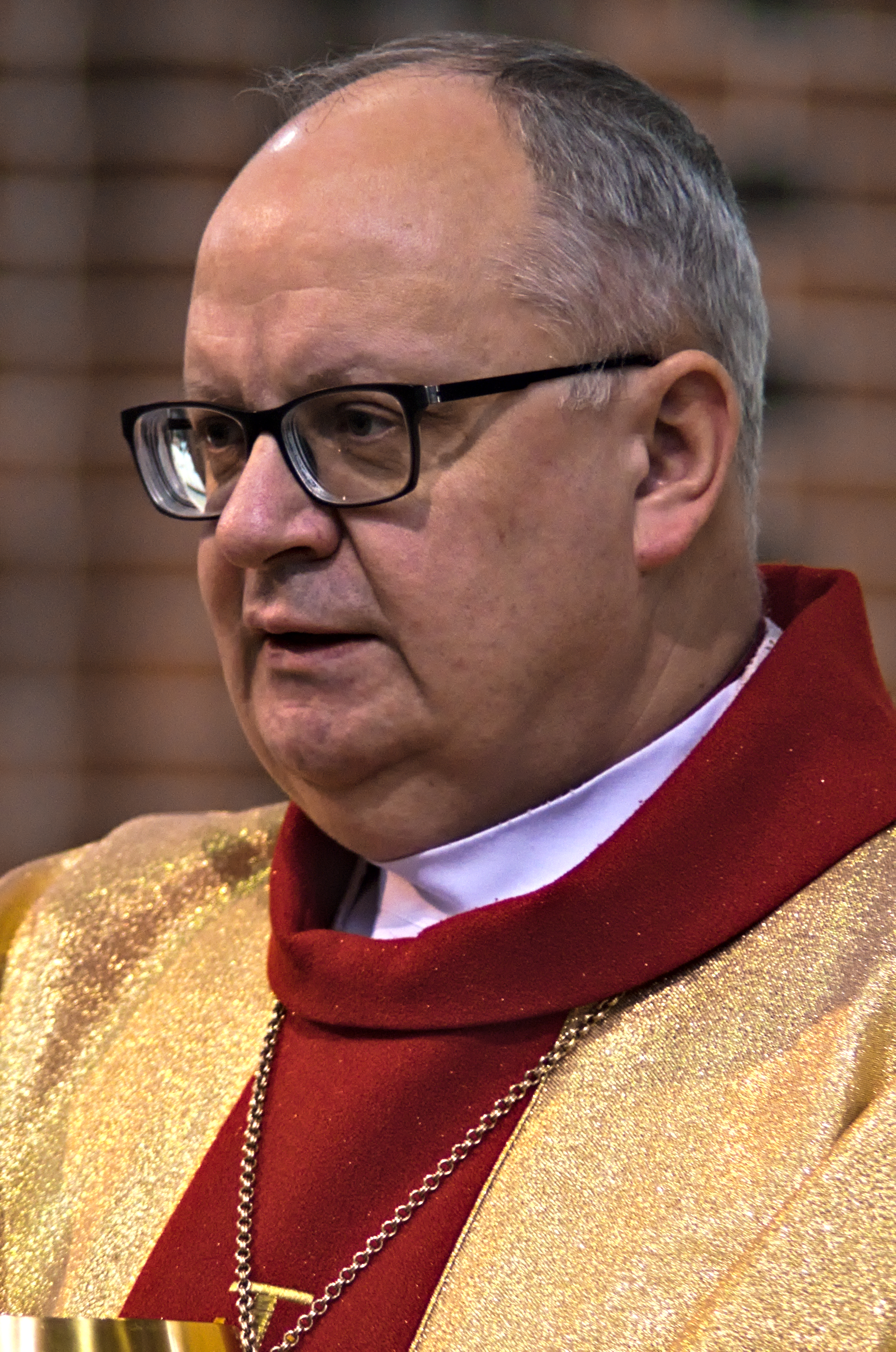
Andrzej Czaja (2020)

Bischofswappen

Andrzej Konrad Czaja (* 12. Dezember 1963 in Olesno im Powiat Oleski, Woiwodschaft Opolski (deutsch Oppeln), Polen) ist ein polnischer katholischer Priester. Er ist als Bischof von Opole tätig.

## Leben
Andrzej Czaja studierte von 1982 bis 1988 Philosophie und Katholische Theologie und wurde am 25. Oktober 1987 vom Oppelner Weihbischof, Gerard Alfons Kusz, zum Diakon geweiht. Am 11. Mai 1988 empfing er das Sakrament der Priesterweihe durch Bischof Jan Bagiński. 1989 setzte er seinen Studien an der Katholischen Universität Lublin fort und schloss 1994 mit einer Promotion ab: Jedna Osoba w wielu osobach. Pneumatologiczna eklezjologia Heriberta Mühlena (Eine Person in vielen Personen. Heribert Mühlens pneumatologische Ekklesiologie).
1994 wurde er Assistenz-Professor an der Theologischen Fakultät der Universität Oppeln. 1996 erhielt er ein zweijähriges Stipendium am Johann-Adam-Möhler-Institut für Ökumenik in Paderborn, wo er an seiner theologischen Habilitation arbeitete, die 2003 unter dem Titel Credo in Spiritum Vivificantem. Pneumatologiczna interpretacja Kościoła jako komunii w posoborowej teologii niemieckiej (Ich glaube an den lebenspendenden Geist. Pneumatologische Interpretation der Kirche als Gemeinschaft in der nachkonziliaren deutschen Theologie) an der Katholischen Universität Lublin angenommen wurde.
Am 14. August 2009 ernannte Papst Benedikt XVI. Andrzej Czaja zum Bischof von Opole; die Bischofsweihe spendete ihm der Bischof von Opole, Erzbischof Alfons Nossol am 29. August 2009 desselben Jahres; Mitkonsekratoren waren Damian Zimoń, der Erzbischof von Kattowitz, Jan Walenty Wieczorek, der Bischof von Gleiwitz. und Jan Bagiński, Weihbischof in Opole.
In der Polnischen Bischofskonferenz ist Czaja Vorsitzender der Kommission für die Glaubenslehre. Als Bischof von Opole ist er auch Großkanzler der Theologischen Fakultät an der Universität Opole.